# Ernst Fivian
Ernst Fivian   (Thun, 12 d'agost de 1931 - Lucerna, 15 de desembre de 2021) va ser un gimnasta artístic suís que va competir durant les dècades de 1950 i 1960.
El 1952 va prendre part en els Jocs Olímpics d'Estiu de Hèlsinki, on disputà vuit proves del programa de gimnàstica. Guanyà la medalla de plata en el concurs complet per equips, mentre en la resta de proves destaca la setena posició en la prova del salt sobre cavall. Quatre anys més tard, als Jocs de Hèlsinki, tornà a disputar vuit proves del programa de gimnàstica, on destaca la vuitena posició en el concurs complet per equips.
En el seu palmarès també destaquen una medalla d'or i una de bronze al Campionat del Món de gimnàstica artística de 1959 i una de bronze al de 1961.